# Wanny Woldstad
Wanny Woldstad (* 15. Januar 1893 auf Sommarøy, Troms; † 26. Oktober 1959 in Sørkjosen; eigentlich Ivanna Margrethe Ingvardsen) war die erste Eisbärenjägerin auf Spitzbergen.
Aufgewachsen auf einer nordnorwegischen Insel, zog Wanny Woldstad im Alter von 15 Jahren nach Tromsø, um dort als Kindermädchen zu arbeiten. 1915 heiratete sie Othar Jacobsen (1891–1918), der ein Geschäft in Kvitnes auf Hinnøya besaß. Gemeinsam hatten sie zwei Söhne, Alf und Bjørvik Jacobsen. Othar starb im Alter von 27 Jahren, vermutlich an der Spanischen Grippe. Wanny begann als erste Taxifahrerin Tromsøs zu arbeiten. Durch diese Arbeit kam sie in Kontakt mit vielen Pelzjägern, die aus Spitzbergen nach Tromsø kamen.
1932 wurde sie gefragt, ob sie an einer Expedition unter Anders Sæterdal (* 1894) teilnehmen wolle. Sie verbrachte den Winter von 1932 bis 1933 und die vier folgenden Winter in Hyttevika und Isbjørnhamna am Hornsund um auf Eisbärenjagd zu gehen. Ihre beiden Söhne wurden ebenfalls erfahrene Trapper.
Nach dem Zweiten Weltkrieg zog sie nach Lenvik und hielt viele Vorträge über ihre Erlebnisse auf Spitzbergen. Im Jahr 1956 veröffentlichte sie das Buch Første kvinne som fangstmann på Svalbard (Die erste Frau als Pelzjägerin auf Spitzbergen). Es gehört zu den wenigen autobiographischen Beschreibungen der Wildtierjagd auf Spitzbergen.
Sie starb im Jahre 1959 in Sørkjosen durch einen Autounfall. Das Polarmuseum in Tromsø widmet Wanny Woldstad einen Teil der Ausstellung „Famous Polar Explorers“. Sie teilt sich Raum 7 mit „Eisbärkönig“ Henry Rudi.